# Spheciospongia semilunaris
Spheciospongia semilunaris är en svampdjursart som först beskrevs av Lindgren 1897.  Spheciospongia semilunaris ingår i släktet Spheciospongia och familjen borrsvampar. Inga underarter finns listade i Catalogue of Life.